# Dodonaea intricata
Dodonaea intricata är en kinesträdsväxtart som beskrevs av J.G. West. Dodonaea intricata ingår i släktet Dodonaea och familjen kinesträdsväxter. Inga underarter finns listade i Catalogue of Life.